# Jožef Tertei
Jožef Tertei (ur. 5 maja 1960 w Sencie) – jugosłowiański zapaśnik walczący w stylu klasycznym.
W latach 1978–1980 zostawał brązowym medalistą juniorskich mistrzostw Bałkanów. Ponadto w 1979 zdobył brązowy medal seniorskich mistrzostw Bałkanów w wadze do 90 kg, a rok później w wadze do 100 kg. W 1981 był 6. na mistrzostwach Europy. W 1982 zdobył brązowy medal mistrzostw Europy w wadze ciężkiej (do 100 kg), a także zajął 5. miejsce na mistrzostwach świata w tej samej wadze. W 1983 został wicemistrzem świata, zdobył złoty medal igrzysk śródziemnomorskich, a także był 6. na mistrzostwach Europy w tej samej wadze. W 1984 wywalczył brąz igrzysk olimpijskich w wadze ciężkiej. W 1985 uplasował się na 5. pozycji na mistrzostwach Europy w tej samej wadze. W 1986 został mistrzem Europy, w 1987 zajął 4. miejsce na mistrzostwach kontynentu, natomiast w 1988 zdobył wicemistrzostwo Europy oraz zajął 5. miejsce na igrzyskach olimpijskich w tej samej wadze.
Mistrz Jugosławii w wadze do 100 kg z lat 1981-1988, 1990 i 1991 oraz wicemistrz z 1992. Od początku kariery reprezentował klub RK Senta, a od 1988 był zawodnikiem Partizana Belgrad. W latach 1983–1984 zostawał też drużynowym mistrzem Jugosławii.
Po zakończeniu kariery został działaczem. W 2005 objął stanowisko przewodniczącego zarządu RK Senta.